# Distretto di Nishiyatsushiro
Il distretto di Nishiyatsushiro (西八代郡, Nishiyatsushiro-gun?) è uno dei distretti della prefettura di Yamanashi, in Giappone.
Attualmente fa parte del distretto la città di Ichikawamisato.
| Controllo di autorità | VIAF (EN) 259959786 · NDL (EN, JA) 00638597 |